# Pietro Rinaldi
Pietro Rinaldi (ur. 26 marca 1972 w Rzymie) – włoski siatkarz, grający na pozycji libero. 15 razy wystąpił w reprezentacji Włoch.
Jego syn Tommaso, również jest siatkarzem.

## Sukcesy klubowe
Superpuchar Europy:
- 1993

Puchar Europy Mistrzów Klubowych:
- 1994

| 1986–1991                 | Ovest Rzym                 |
| 1991–1993                 | Lazio Rzym                 |
| 1993–1994                 | Porto Rawenna              |
| 1994–1995                 | Capriparma Parma           |
| 1995–1996                 | Conad Ferrara              |
| 1996–1997                 | Colmark Brescia            |
| 1997–1999                 | Marabilandia Area Rawenna  |
| 1999–2001                 | Conad Volley Forlì         |
| 2001–2003                 | Noicom Brebanca Cuneo      |
| 2003–2004                 | Icom Latina                |
| 2004–2007                 | Acqua Paradiso Montichiari |
| 2007–2009                 | Trenkwalder Modena         |
| 2009–2010 (od 09.12.2009) | CoprAtlantide Piacenza     |

Puchar CEV:
- 1995, 2002

Puchar Włoch:
- 2002

Superpuchar Włoch:
- 2002, 2009

Puchar Challenge:
- 2008

## Sukcesy reprezentacyjne
Liga Światowa:
- 1994